# Ridgeciano Haps
Ridgeciano Delano Haps (Utrecht, 12 giugno 1993) è un calciatore surinamese con cittadinanza olandese, difensore del Venezia e della nazionale surinamese.

## Biografia
È nato a Utrecht, nei Paesi Bassi, da genitori originari del Suriname.

## Caratteristiche tecniche
Di ruolo terzino sinistro, dinamico, veloce e grintoso, è abile sia in fase difensiva che in quella offensiva.

## Carriera

### Club
Haps ha esordito in Eredivisie nella stagione 2013-2014, dividendosi fra AZ Alkmaar (fino a gennaio) e Go Ahead Eagles (in prestito fino al termine della stagione). Nel 2017, passa al Feyenoord; dopo due stagioni da rincalzo, si afferma sotto la guida di mister Dick Advocaat, segnando come esterno d’attacco anche quattro gol tra Eredivisie e Europa League nella stagione 2020-2021.
Il 31 agosto 2021 viene ceduto per 500.000 euro al Venezia, neopromosso in Serie A, con cui firma un contratto triennale. Esordisce con i lagunari il 18 ottobre seguente, partendo titolare nel successo per 1-0 contro la Fiorentina. Il 12 febbraio 2022, diviene il primo calciatore surinamese a realizzare un gol in Serie A, mettendo a segno la rete decisiva dell'1-2 nella sfida in trasferta contro il Torino. Mette insieme 25 presenze e un gol, e il 28 luglio 2022, nonostante la retrocessione del Venezia, rinnova il proprio contratto con la società fino al 2026.
Il 1º ottobre 2022, segna la sua prima rete in Serie B, firmando l'ultima delle quattro reti del successo in casa del Cagliari. Il 28 gennaio 2023, durante la ripresa dell'incontro di campionato contro il Cittadella (1-1), riceve un'espulsione diretta a pochi minuti dal suo ingresso in campo, in quanto una verifica al VAR aveva evidenziato un suo intervento pericoloso su Alessandro Mattioli.
Il 31 gennaio 2023 si trasferisce al Genoa con la forma del prestito in Serie B. Finita la stagione fa ritorno al Venezia, ma ormai fuori rosa, il 26 agosto 2023, Haps viene ceduto in prestito con diritto di riscatto di nuovo al Genoa, in Serie A. Durante la gara di Coppa Italia vinta 2-1 contro la Reggiana del 1º novembre successivo segna la prima rete in rossoblu. A fine stagione torna nella rosa dei lagunari, nel frattempo promossi in serie A. Nell'ultimo turno di campionato, il 25 maggio 2025 va anche a segno nella sconfitta per 2-3 contro la Juventus, nella partita che sancisce l'immmediato ritorno in serie B del Venezia.

### Nazionale
Ha giocato nella nazionale olandese Under-20.
Ha partecipato alla CONCACAF Gold Cup 2021 con la nazionale maggiore del Suriname.

## Statistiche

### Presenze e reti nei club
Statistiche aggiornate al 16 agosto 2025.
| Stagione          | Squadra           | Campionato        | Campionato | Campionato | Coppe nazionali | Coppe nazionali | Coppe nazionali | Coppe continentali | Coppe continentali | Coppe continentali | Altre coppe | Altre coppe | Altre coppe | Totale | Totale |
| Stagione          | Squadra           | Comp              | Pres       | Reti       | Comp            | Pres            | Reti            | Comp               | Pres               | Reti               | Comp        | Pres        | Reti        | Pres   | Reti   |
| ----------------- | ----------------- | ----------------- | ---------- | ---------- | --------------- | --------------- | --------------- | ------------------ | ------------------ | ------------------ | ----------- | ----------- | ----------- | ------ | ------ |
| 2013-gen. 2014    | AZ Alkmaar        | ED                | 2          | 0          | CO              | 2               | 1               | UEL                | 1                  | 0                  | -           | -           | -           | 5      | 1      |
| feb.-giu. 2014    | Go Ahead Eagles   | ED                | 10         | 0          | CO              | -               | -               | -                  | -                  | -                  | -           | -           | -           | 10     | 0      |
| 2014-2015         | AZ Alkmaar        | ED                | 18         | 0          | CO              | 3               | 0               | -                  | -                  | -                  | -           | -           | -           | 21     | 0      |
| 2015-2016         | AZ Alkmaar        | ED                | 27         | 3          | CO              | 2               | 0               | UEL                | 7                  | 0                  | -           | -           | -           | 36     | 3      |
| 2016-2017         | AZ Alkmaar        | ED                | 30+3       | 0          | CO              | 4               | 0               | UEL                | 12                 | 1                  | -           | -           | -           | 49     | 1      |
| Totale AZ Alkmaar | Totale AZ Alkmaar | Totale AZ Alkmaar | 77+3       | 3          |                 | 11              | 1               |                    | 20                 | 1                  |             | -           | -           | 111    | 5      |
| 2017-2018         | Feyenoord         | ED                | 23         | 0          | CO              | 4               | 0               | UCL                | 4                  | 0                  | SO          | 1           | 0           | 32     | 0      |
| 2018-2019         | Feyenoord         | ED                | 9          | 0          | CO              | 1               | 0               | UEL                | 0                  | 0                  | SO          | 0           | 0           | 10     | 0      |
| 2019-2020         | Feyenoord         | ED                | 16         | 2          | CO              | 1               | 1               | UEL                | 8                  | 0                  | -           | -           | -           | 25     | 3      |
| 2020-2021         | Feyenoord         | ED                | 21+2       | 3          | CO              | 2               | 0               | UEL                | 3                  | 1                  | -           | -           | -           | 28     | 4      |
| ago. 2021         | Feyenoord         | ED                | 1          | 0          | CO              | -               | -               | UECL               | 4                  | 0                  | -           | -           | -           | 5      | 0      |
| Totale Feyenoord  | Totale Feyenoord  | Totale Feyenoord  | 70+2       | 5          |                 | 8               | 1               |                    | 19                 | 1                  |             | 1           | 0           | 100    | 7      |
| 2021-2022         | Venezia           | A                 | 25         | 1          | CI              | 0               | 0               | -                  | -                  | -                  | -           | -           | -           | 25     | 1      |
| 2022-gen. 2023    | Venezia           | B                 | 19         | 1          | CI              | 0               | 0               | -                  | -                  | -                  | -           | -           | -           | 19     | 1      |
| gen.-giu. 2023    | Genoa             | B                 | 5          | 0          | CI              | -               | -               | -                  | -                  | -                  | -           | -           | -           | 5      | 0      |
| 2023-2024         | Genoa             | A                 | 16         | 0          | CI              | 2               | 1               | -                  | -                  | -                  | -           | -           | -           | 18     | 1      |
| Totale Genoa      | Totale Genoa      | Totale Genoa      | 21         | 0          |                 | 2               | 1               |                    | -                  | -                  |             | -           | -           | 23     | 1      |
| 2024-2025         | Venezia           | A                 | 25         | 1          | CI              | 0               | 0               | -                  | -                  | -                  | -           | -           | -           | 25     | 1      |
| 2025-2026         | Venezia           | B                 | 0          | 0          | CI              | 1               | 0               | -                  | -                  | -                  | -           | -           | -           | 1      | 0      |
| Totale Venezia    | Totale Venezia    | Totale Venezia    | 69         | 3          |                 | 1               | 0               |                    | -                  | -                  |             | -           | -           | 70     | 3      |
| Totale carriera   | Totale carriera   | Totale carriera   | 252        | 11         |                 | 22              | 3               |                    | 39                 | 2                  |             | 1           | 0           | 314    | 16     |

### Cronologia presenze e reti in nazionale
| Cronologia completa delle presenze e delle reti in nazionale ― Suriname | Cronologia completa delle presenze e delle reti in nazionale ― Suriname | Cronologia completa delle presenze e delle reti in nazionale ― Suriname | Cronologia completa delle presenze e delle reti in nazionale ― Suriname | Cronologia completa delle presenze e delle reti in nazionale ― Suriname | Cronologia completa delle presenze e delle reti in nazionale ― Suriname | Cronologia completa delle presenze e delle reti in nazionale ― Suriname | Cronologia completa delle presenze e delle reti in nazionale ― Suriname |
| Data                                                                    | Città                                                                   | In casa                                                                 | Risultato                                                               | Ospiti                                                                  | Competizione                                                            | Reti                                                                    | Note                                                                    |
| ----------------------------------------------------------------------- | ----------------------------------------------------------------------- | ----------------------------------------------------------------------- | ----------------------------------------------------------------------- | ----------------------------------------------------------------------- | ----------------------------------------------------------------------- | ----------------------------------------------------------------------- | ----------------------------------------------------------------------- |
| 5-6-2021                                                                | Paramaribo                                                              | Suriname                                                                | 6 – 0                                                                   | Bermuda                                                                 | Qual. Mondiali 2022                                                     | -                                                                       |                                                                         |
| 9-6-2021                                                                | Bridgeview                                                              | Canada                                                                  | 4 – 0                                                                   | Suriname                                                                | Qual. Mondiali 2022                                                     | -                                                                       | 20’                                                                     |
| 13-7-2021                                                               | Orlando                                                                 | Giamaica                                                                | 2 – 0                                                                   | Suriname                                                                | Gold Cup 2021 - 1º turno                                                | -                                                                       |                                                                         |
| 17-7-2021                                                               | Orlando                                                                 | Suriname                                                                | 1 – 2                                                                   | Costa Rica                                                              | Gold Cup 2021 - 1º turno                                                | -                                                                       | 30’                                                                     |
| 21-7-2021                                                               | Houston                                                                 | Suriname                                                                | 2 – 1                                                                   | Guadalupa                                                               | Gold Cup 2021 - 1º turno                                                | -                                                                       |                                                                         |
| 27-3-2022                                                               | Thanyaburi                                                              | Thailandia                                                              | 1 – 0                                                                   | Suriname                                                                | Amichevole                                                              | -                                                                       | 37’ 82’                                                                 |
| 4-6-2022                                                                | Paramaribo                                                              | Suriname                                                                | 1 – 1                                                                   | Giamaica                                                                | CONCACAF Nations League 2022-2023 - 1º turno                            | -                                                                       |                                                                         |
| 7-6-2022                                                                | Kingston                                                                | Giamaica                                                                | 3 – 1                                                                   | Suriname                                                                | CONCACAF Nations League 2022-2023 - 1º turno                            | -                                                                       |                                                                         |
| 22-9-2022                                                               | Almere                                                                  | Suriname                                                                | 2 – 1                                                                   | Nicaragua                                                               | Amichevole                                                              | -                                                                       |                                                                         |
| 12-10-2023                                                              | Paramaribo                                                              | Suriname                                                                | 1 – 1                                                                   | Haiti                                                                   | CONCACAF Nations League 2023-2024 - 1º turno                            | 1                                                                       | 63’                                                                     |
| 15-10-2023                                                              | Paramaribo                                                              | Suriname                                                                | 4 – 0                                                                   | Grenada                                                                 | CONCACAF Nations League 2023-2024 - 1º turno                            | -                                                                       | 81’                                                                     |
| 24-3-2024                                                               | Almere                                                                  | Suriname                                                                | 1 – 1                                                                   | Martinica                                                               | Amichevole                                                              | -                                                                       | 42’                                                                     |
| 5-6-2024                                                                | Paramaribo                                                              | Suriname                                                                | 4 – 1                                                                   | Saint Vincent e Grenadine                                               | Qual. Mondiali 2026                                                     | -                                                                       |                                                                         |
| 5-9-2024                                                                | Leonora                                                                 | Guyana                                                                  | 1 – 3                                                                   | Suriname                                                                | CONCACAF Nations League 2024-2025 - 1º turno                            | -                                                                       |                                                                         |
| 9-9-2024                                                                | Le Gosier                                                               | Guadalupa                                                               | 1 – 0                                                                   | Suriname                                                                | CONCACAF Nations League 2024-2025 - 1º turno                            | -                                                                       | 76’                                                                     |
| 11-10-2024                                                              | Paramaribo                                                              | Suriname                                                                | 1 – 1                                                                   | Costa Rica                                                              | CONCACAF Nations League 2024-2025 - 1º turno                            | -                                                                       | 64’                                                                     |
| 15-10-2024                                                              | Paramaribo                                                              | Suriname                                                                | 5 – 1                                                                   | Guyana                                                                  | CONCACAF Nations League 2024-2025 - 1º turno                            | 1                                                                       |                                                                         |
| 15-11-2024                                                              | Paramaribo                                                              | Suriname                                                                | 0 – 1                                                                   | Canada                                                                  | CONCACAF Nations League 2024-2025 - Quarti di finale                    | -                                                                       |                                                                         |
| 19-11-2024                                                              | Toronto                                                                 | Canada                                                                  | 3 – 0                                                                   | Suriname                                                                | CONCACAF Nations League 2024-2025 - Quarti di finale                    | -                                                                       | 90+2’                                                                   |
| 21-3-2025                                                               | Paramaribo                                                              | Suriname                                                                | 1 – 0                                                                   | Martinica                                                               | Qual. Gold Cup 2025                                                     | -                                                                       | 89’                                                                     |
| 25-3-2025                                                               | Fort-de-France                                                          | Martinica                                                               | 0 – 1                                                                   | Suriname                                                                | Qual. Gold Cup 2025                                                     | -                                                                       |                                                                         |
| 6-6-2025                                                                | Paramaribo                                                              | Suriname                                                                | 1 – 0                                                                   | Porto Rico                                                              | Qual. Mondiali 2026                                                     | -                                                                       |                                                                         |
| 15-6-2025                                                               | San Diego                                                               | Costa Rica                                                              | 4 – 3                                                                   | Suriname                                                                | Gold Cup 2025 - 1° turno                                                | -                                                                       |                                                                         |
| 18-6-2025                                                               | Arlington                                                               | Suriname                                                                | 0 – 2                                                                   | Messico                                                                 | Gold Cup 2025 - 1° turno                                                | -                                                                       |                                                                         |
| Totale                                                                  |                                                                         | Presenze                                                                | 24                                                                      |                                                                         | Reti                                                                    | 2                                                                       |                                                                         |

## Palmarès

### Club

#### Competizioni nazionali
- Coppa dei Paesi Bassi: 1

Feyenoord: 2017-2018
- Supercoppa dei Paesi Bassi: 2

Feyenoord: 2017, 2018